# Corinth (Trinidad y Tobago)
Corinth es una localidad de Trinidad y Tobago, que forma parte de la región de Princes Town.

## Geografía
La localidad abarca parte de la isla Trinidad y limita al norte con St. Clements, al sur con Duncan Village (localidad perteneciente a la región de Penal-Debe), y Golconda, al este con St. Madeline, Petit Morne y Friendship y al oeste con Cocoyea Village, Pleasantville y Victoria Village (las tres pertenecientes a la ciudad de San Fernando).

## Demografía
Datos demográficos de la localidad de Corinth:
| Gráfica de evolución demográfica de Corinth entre 2000 y 2011 |
|                                                               |